# Liste der Deutschen Hallenmeister im Hochsprung
Die Liste der Deutschen Hallenmeister im Hochsprung listet alle Leichtathleten und Leichtathletinnen auf, denen es gelang, Deutscher Hallenmeister im Hochsprung zu werden.  

## Männer
| Hallenmeister in der BRD                          | Hallenmeister in der DDR               |
| ------------------------------------------------- | -------------------------------------- |
| 1954: Werner Bähr (Olympia Neumünster)            |                                        |
| 1955: Hans-Jürgen Jenss (VfL Wolfsburg)           |                                        |
| 1956: Theo Püll (LG Viersen)                      |                                        |
| 1957: Werner Bähr (VfL Wolfsburg)                 |                                        |
| 1958: Theo Püll (LG Viersen)                      |                                        |
| 1959: Theo Püll (LG Viersen)                      |                                        |
| 1960: Theo Püll (VfL Wolfsburg)                   |                                        |
| 1961: Theo Püll (VfL Wolfsburg)                   |                                        |
| 1962: Peter Riebensahm (USC Mainz)                |                                        |
| 1963: Wolfgang Schillkowski (TB Wülfrath)         |                                        |
| 1964: Gunther Spielvogel (ESV Weil)               | Rudi Köppen (SC Dynamo Berlin)         |
| 1965: Wolfgang Schillkowski (TB Wülfrath)         | Thomas Schulze (SC DHfK Leipzig)       |
| 1966: Wolfgang Schillkowski (TB Wülfrath)         | Werner Pfeil (SC Cottbus)              |
| 1967: Gunther Spielvogel (SV Bayer 04 Leverkusen) | Werner Pfeil (SC Cottbus)              |
| 1968: Gunther Spielvogel (SV Bayer 04 Leverkusen) | Thomas Schulze (SC DHfK Leipzig)       |
| 1969: Gunther Spielvogel (SV Bayer 04 Leverkusen) | Rudi Köppen (SC Dynamo Berlin)         |
| 1970: Thomas Zacharias (USC Mainz)                | Gerd Dührkop (SC Empor Rostock)        |
| 1971: Thomas Zacharias (USC Mainz)                | Herbert Hüttl (SC Magdeburg)           |
| 1972: Hans-Jörg Wildförster (TSV 1860 München)    | Stefan Junge (SC DHfK Leipzig)         |
| 1973: Heinz-Günter Zimmer (TV 1846 Alzey)         | Rolf Beilschmidt (SC Motor Jena)       |
| 1974: Walter Boller (USC Mainz)                   | Rolf Beilschmidt (SC Motor Jena)       |
| 1975: Walter Boller (USC Mainz)                   | Rolf Beilschmidt (SC Motor Jena)       |
| 1976: Walter Boller (USC Mainz)                   | Rolf Beilschmidt (SC Motor Jena)       |
| 1977: Carlo Thränhardt (ASV Köln)                 | Rolf Beilschmidt (SC Motor Jena)       |
| 1978: Carlo Thränhardt (ASV Köln)                 | Rolf Beilschmidt (SC Motor Jena)       |
| 1979: Dietmar Mögenburg (LG Bayer Leverkusen)     | Henry Lauterbach (SC Turbine Erfurt)   |
| 1980: Dietmar Mögenburg (LG Bayer Leverkusen)     | Gerd Wessig (SC Traktor Schwerin)      |
| 1981: Dietmar Mögenburg (LG Bayer Leverkusen)     | Jörg Freimuth (ASK Vorwärts Potsdam)   |
| 1982: Gerd Nagel (LG Frankfurt)                   | Jörg Freimuth (ASK Vorwärts Potsdam)   |
| 1983: Gerd Nagel (LG Frankfurt)                   | Carsten Siebert (SC Cottbus)           |
| 1984: Dietmar Mögenburg (ASV Köln)                | Gerd Wessig (SC Traktor Schwerin)      |
| 1985: Carlo Thränhardt (ASV Köln)                 | Gerd Wessig (SC Traktor Schwerin)      |
| 1986: Carlo Thränhardt (ASV Köln)                 | Andreas Sam (SC Karl-Marx-Stadt)       |
| 1987: Carlo Thränhardt (LG Bayer Leverkusen)      | Gerd Wessig (SC Traktor Schwerin)      |
| 1988: Carlo Thränhardt (LG Bayer Leverkusen)      | Carsten Siebert (SC Cottbus)           |
| 1989: Dietmar Mögenburg (TV Wattenscheid)         | Torsten Marschner (SC Einheit Dresden) |
| 1990: Ralf Sonn (TSG Weinheim)                    | Thomas Müller (SC Turbine Erfurt)      |
| Gesamtdeutsche Hallenmeister seit 1991            |                                        |
| 1991: Ralf Sonn (TSG Weinheim)                    |                                        |
| 1992: Ralf Sonn (TSG Weinheim)                    |                                        |
| 1993: Ralf Sonn (TSG Weinheim)                    |                                        |
| 1994: Wolf-Hendrik Beyer (LG Bayer Leverkusen)    |                                        |
| 1995: Ralf Sonn (TSG Weinheim)                    |                                        |
| 1996: Ralf Sonn (TSG Weinheim)                    |                                        |
| 1997: Christian Rhoden (TSV Bayer 04 Leverkusen)  |                                        |
| 1998: Wolfgang Kreißig (MTG Mannheim)             |                                        |
| 1999: Martin Buß (OSC Berlin)                     |                                        |
| 2000: Martin Buß (TSV Bayer 04 Leverkusen)        |                                        |
| 2001: Martin Buß (TSV Bayer 04 Leverkusen)        |                                        |
| 2002: Christian Rhoden (TSV Bayer 04 Leverkusen)  |                                        |
| 2003: Roman Fricke (TSV Bayer 04 Leverkusen)      |                                        |
| 2004: Roman Fricke (TSV Bayer 04 Leverkusen)      |                                        |
| 2005: Matthias Haverney (SC Magdeburg)            |                                        |
| 2006: Roman Fricke (TSV Bayer 04 Leverkusen)      |                                        |
| 2007: Eike Onnen (LG Hannover)                    |                                        |
| 2008: Eike Onnen (LG Hannover)                    |                                        |
| 2009: Raúl Spank (Dresdner SC)                    |                                        |
| 2010: Martin Günther (LG Eintracht Frankfurt)     |                                        |
| 2011: Raúl Spank (Dresdner SC)                    |                                        |
| 2012: Raúl Spank (Dresdner SC)                    |                                        |
| 2013: Matthias Haverney (Dresdner SC)             |                                        |
| 2014: Martin Günther (LG Eintracht Frankfurt)     |                                        |
| 2015: Mateusz Przybylko (TSV Bayer 04 Leverkusen) |                                        |
| 2016: Mateusz Przybylko (TSV Bayer 04 Leverkusen) |                                        |
| 2017: Mateusz Przybylko (TSV Bayer 04 Leverkusen) |                                        |
| 2018: Mateusz Przybylko (TSV Bayer 04 Leverkusen) |                                        |
| 2019: Mateusz Przybylko (TSV Bayer 04 Leverkusen) |                                        |
| 2020: Mateusz Przybylko (TSV Bayer 04 Leverkusen) |                                        |
| 2021: Jonas Wagner (Dresdner SC 1898)             |                                        |

## Frauen
| Hallenmeisterinnen in der BRD                                                                  | Hallenmeisterinnen in der DDR                     |
| ---------------------------------------------------------------------------------------------- | ------------------------------------------------- |
| 1954: Maria Sturm (1. FC Nürnberg)                                                             |                                                   |
| 1955: Maria Sturm (1. FC Nürnberg)                                                             |                                                   |
| 1956: Inge Kilian (Eintracht Braunschweig)                                                     |                                                   |
| 1957: Ilia Hans (SpVgg Bissingen)                                                              |                                                   |
| 1958: Ilia Hans (SpVgg Bissingen)                                                              |                                                   |
| 1959: Inge Kilian (Eintracht Braunschweig)                                                     |                                                   |
| 1960: Marlene Schmitz-Portz, geb. Matthei (ASV Köln)                                           |                                                   |
| 1961 Ilia Hans (SpVgg Bissingen)                                                               |                                                   |
| 1962: Ilia Hans (SpVgg Bissingen)                                                              |                                                   |
| 1963: Ilia Hans (SpVgg Bissingen)                                                              |                                                   |
| 1964: Ilia Hans (SpVgg Bissingen)                                                              | Karin Rüger (SC DHfK Leipzig)                     |
| 1965: Ilia Hans (SpVgg Bissingen)                                                              | Dagmar Melzer (SC DHfK Leipzig)                   |
| 1966: Ilia Hans (Stuttgarter Kickers)                                                          | Gabriele Thiele (SC Dynamo Berlin)                |
| 1967: Rita Holm (BSC 1899 Offenbach)                                                           | Dagmar Melzer (SC DHfK Leipzig)                   |
| 1968: Charlotte Marx (USC Mainz)                                                               | Rita Schmidt (SC DHfK Leipzig)                    |
| 1969: Bärbel Sprywald (VfL Bochum)                                                             | Rita Schmidt (SC DHfK Leipzig)                    |
| 1970: Karen Mack (TSV 1860 München)                                                            | Rita Schmidt (SC DHfK Leipzig)                    |
| 1971: Angelika Willer (Wentorf-Reinbeker SC)                                                   | Karin Schulze, geb. Rüger (SC Leipzig)            |
| 1972: Karen Mack (TSV 1860 München)                                                            | Rita Schmidt (SC DHfK Leipzig)                    |
| 1973: Ellen Mundinger (LG Offenburg)                                                           | Rosemarie Witschas (SC Cottbus)                   |
| 1974: Ellen Mundinger (LG Offenburg)                                                           | Rita Kirst, geb. Schmidt (ASK Vorwärts Potsdam)   |
| 1975: Ulrike Meyfarth (ASV Köln)                                                               | Rosemarie Ackermann, geb. Witschas (SC Cottbus)   |
| 1976: Ulrike Meyfarth (ASV Köln)                                                               | Rosemarie Ackermann, geb. Witschas (SC Cottbus)   |
| 1977: Brigitte Holzapfel (Preussen Krefeld)                                                    | Rosemarie Ackermann, geb. Witschas (SC Cottbus)   |
| 1978: Brigitte Holzapfel (TuS 04 Leverkusen)                                                   | Jutta Kirst (SC Dynamo Berlin)                    |
| 1979: Ulrike Meyfarth (TuS 04 Leverkusen)                                                      | Kristine Nitzsche (SC Cottbus)                    |
| 1980: Ulrike Meyfarth (LG Bayer Leverkusen)                                                    | Rosemarie Ackermann, geb. Witschas (SC Cottbus)   |
| 1981: Ulrike Meyfarth (LG Bayer Leverkusen)                                                    | Manuela Schröder (SC Cottbus)                     |
| 1982: Andrea Breder (SV Saar 05 Saarbrücken)                                                   | Kerstin Dedner (SC Empor Rostock)                 |
| 1983: Brigitte Holzapfel (LG Bayer Leverkusen)                                                 | Heike Grabe (SC Magdeburg)                        |
| 1984: Ulrike Meyfarth (LG Bayer Leverkusen)                                                    | Susanne Helm (SC Dynamo Berlin)                   |
| 1985: Heike Redetzky (TSV Kronshagen)                                                          | Gabriele Günz (SC DHfK Leipzig)                   |
| 1986: Heike Redetzky (LG Bayer Leverkusen)                                                     | Andrea Bienias, geb. Reichstein (SC DHfK Leipzig) |
| 1987: Heike Redetzky (LG Bayer Leverkusen)                                                     | Susanne Beyer, geb. Helm (SC Dynamo Berlin)       |
| 1988: Heike Redetzky (LG Bayer Leverkusen)                                                     | Gabriele Günz (SC DHfK Leipzig)                   |
| 1989: Heike Redetzky (LG Bayer Leverkusen)                                                     | Gabriele Günz (SC DHfK Leipzig)                   |
| 1990: Heike Henkel, geb. Redetzky (LG Bayer Leverkusen)                                        | Britta Vörös (SC Motor Jena)                      |
| Gesamtdeutsche Hallenmeisterinnen seit 1991                                                    |                                                   |
| 1991: Heike Henkel, geb. Redetzky (LG Bayer Leverkusen)                                        |                                                   |
| 1992: Heike Henkel, geb. Redetzky (LG Bayer Leverkusen)                                        |                                                   |
| 1993: Heike Henkel, geb. Redetzky (LG Bayer Leverkusen)                                        |                                                   |
| 1994: Marion Hellmann (LG Bayer Leverkusen)                                                    |                                                   |
| 1995: Alina Astafei (USC Mainz)                                                                |                                                   |
| 1996: Alina Astafei (USC Mainz)                                                                |                                                   |
| 1997: Alina Astafei (USC Mainz)                                                                |                                                   |
| 1998: Alina Astafei (MTG Mannheim)                                                             |                                                   |
| 1999: Daniela Rath (TSV Bayer 04 Leverkusen)                                                   |                                                   |
| 2000: Heike Henkel, geb. Redetzky (TSV Bayer 04 Leverkusen)                                    |                                                   |
| 2001: Elena Herzenberg (ABC Ludwigshafen)                                                      |                                                   |
| 2002: Kathryn Holinski (LG Olympia Dortmund)                                                   |                                                   |
| 2003: Elena Herzenberg (ABC Ludwigshafen)                                                      |                                                   |
| 2004: Daniela Rath (TSV Bayer 04 Leverkusen)                                                   |                                                   |
| 2005: Daniela Rath (TSV Bayer 04 Leverkusen)                                                   |                                                   |
| 2006: Ariane Friedrich (LG Eintracht Frankfurt)                                                |                                                   |
| 2007: Ariane Friedrich (LG Eintracht Frankfurt)                                                |                                                   |
| 2008: Ariane Friedrich (LG Eintracht Frankfurt)                                                |                                                   |
| 2009: Ariane Friedrich (LG Eintracht Frankfurt)                                                |                                                   |
| 2010: Ariane Friedrich (LG Eintracht Frankfurt)                                                |                                                   |
| 2011: Marie-Laurence Jungfleisch (LAZ Salamander Kornwestheim-Ludwigsburg)                     |                                                   |
| 2012: Ariane Friedrich (LG Eintracht Frankfurt)                                                |                                                   |
| 2013: Marie-Laurence Jungfleisch (LAV Stadtwerke Tübingen)                                     |                                                   |
| 2014: Marie-Laurence Jungfleisch (LAV Stadtwerke Tübingen)                                     |                                                   |
| 2015: Imke Onnen (LG Hannover)                                                                 |                                                   |
| 2016: Marie-Laurence Jungfleisch (VfB Stuttgart)                                               |                                                   |
| 2017: Marie-Laurence Jungfleisch (VfB Stuttgart)                                               |                                                   |
| 2018: Marie-Laurence Jungfleisch (VfB Stuttgart) und Katarina Mögenburg (TSV Bayer Leverkusen) |                                                   |
| 2019: Imke Onnen (Hannover 96)                                                                 |                                                   |
| 2020: Laura Gröll (LG Stadtwerke München)                                                      |                                                   |
| 2021: Alexandra Plaza (LT DSHS Köln)                                                           |                                                   |